# Андреевское сельское поселение (Кишертский район)
Андре́евское се́льское поселе́ние — муниципальное образование в Кишертском районе Пермского края России. 
Андреевское сельское поселение расположено в северной части района на границе с Березовским районом. Граничит со всеми остальными поселениями Кишертского муниципального района.

## Историческая справка
До 1966 года был организован Морозковский сельский совет с 1919 года с центром в д. Морозково.
До 1924 года находились в составе Кунгурского уезда Уральской области, с 1924 года организовался Кишертский район и сельский совет перешел в подчинение Кишертского райисполкома.
До 1937 года были в составе Свердловской области, с 1937 года район и сельский совет перешли в состав Молотовской области (с 1957 года Пермской).
В 1962 году при объединении районов вошёл в состав Кунгурского района.
В 1965 года снова вошёл в состав вновь организованного Кишертского района. На территории сельского совета до 1965 года были колхозы, а с 1965 года организован совхоз «Сухоложский» (основные отрасли — животноводство и полеводство).
С ноября 1966 года был образован Андреевский сельский совет. Центр с. Андреево.
25.10.2005 года администрация Андреевского сельсовета была ликвидирована.
1 января 2006 года было образовано Андреевское сельское поселение — муниципальное образование в составе Пермской области. В его состав вошли территории как Андреевского сельсовета, так и ряда соседних.

## Население
Данные Росстата
| 2000  | 2004  | 2008  | 2009  | 2010  | 2011  | 2012  |
| ----- | ----- | ----- | ----- | ----- | ----- | ----- |
| 2241  | ↘2055 | ↘1913 | ↘1911 | ↘1641 | ↘1636 | ↗1660 |
| 2013  | 2014  | 2015  | 2016  | 2017  | 2018  | 2019  |
| ↗1689 | ↘1681 | ↗1686 | ↘1642 | ↘1597 | ↘1548 | ↘1492 |
| 2020  |       |       |       |       |       |       |
| ↘1433 |       |       |       |       |       |       |

Данные похозяйственного учёта
| Численность населения | Численность населения | Численность населения | Численность населения | Численность населения |
| 2000                  | 2004                  | 2008                  | 2012                  | 2014                  |
| --------------------- | --------------------- | --------------------- | --------------------- | --------------------- |
| 2241                  | ↘2055                 | ↘1966                 | ↘1892                 | ↗1901                 |
| 2015                  | 2016                  |                       |                       |                       |
| ↘1842                 | ↘1797                 |                       |                       |                       |

Андреевское сельское поселение является высоко дотационным поселением в Кишертском муниципальном районе.
Возрастная структура
- численность детей в возрасте до 1 года — 17
- численность детей в возрасте от 1 года до 6 лет — 116
- численность детей в возрасте от 7 лет до 17 лет — 198
- численность детей в возрасте 18 лет — 9
- численность населения в трудоспособном возрасте — 997 (из них работающие — 485)
- численность населения старше трудоспособного возраста — 505

## Состав сельского поселения
| №  | Населённый пункт | Тип населённого пункта       | Население |
| -- | ---------------- | ---------------------------- | --------- |
| 1  | Андреево         | село, административный центр | ↘529      |
| 2  | Верхняя Опалиха  | деревня                      | →2        |
| 3  | Верхняя Солянка  | деревня                      | ↗384      |
| 4  | Волково          | деревня                      | →1        |
| 5  | Гарюшки          | деревня                      | →2        |
| 6  | Глинки           | деревня                      | →15       |
| 7  | Гусельниково     | деревня                      | ↘33       |
| 8  | Дунино           | деревня                      | →3        |
| 9  | Заборье          | деревня                      | ↗7        |
| 10 | Ильята           | деревня                      | ↘64       |
| 11 | Каракосово       | деревня                      | →1        |
| 12 | Киселёво         | деревня                      | ↘44       |
| 13 | Ковали           | деревня                      | →5        |
| 14 | Корсаки          | деревня                      | →1        |
| 15 | Лазарята         | деревня                      | ↘34       |
| 16 | Лягушино         | деревня                      | →64       |
| 17 | Медведево        | село                         | ↘224      |
| 18 | Мироново         | деревня                      | ↘7        |
| 19 | Морозково        | деревня                      | ↘30       |
| 20 | Нижняя Солянка   | деревня                      | ↘34       |
| 21 | Петрята          | деревня                      | ↘49       |
| 22 | Полчино          | деревня                      | →5        |
| 23 | Пыжьяново        | деревня                      | →10       |
| 24 | Сидорята         | деревня                      | →5        |
| 25 | Синюшата         | деревня                      | →1        |
| 26 | Тимино           | деревня                      | ↘57       |
| 27 | Тюриково         | деревня                      | →4        |
| 28 | Тюриково         | разъезд                      | →18       |
| 29 | Чеченино         | деревня                      | ↘9        |
| 30 | Ширяево          | деревня                      | ↘14       |
| 31 | Шумково          | деревня                      | →9        |
| 32 | Шумково          | станция                      | ↘132      |

## Местное самоуправление
28 октября 2005 года был создан Совет депутатов Андреевского сельского поселения. Численность Совета депутатов составляет 10 человек.

## Инфраструктура
- Андреевский информационно-досуговый центр — 50 мест
- Медведевский дом творчества − 80 мест
- Андреевская сельская библиотека — 16 мест
- Шумковский детский сад № 12 — 40 воспитанников.
- Шумковская основная общеобразовательная школа − 120 мест, 80 учащихся.
- Верх-Солянская начальная школа-детский сад — мест 35, учащихся 9, воспитанников − 14
- Шумковское отделение Кунгурского узла связи — 4 чел.
- Медведевское отделение Кунгурского узла связи — 4 чел.
- Петрятское отделение Кунгурского узла связи — 4 чел.
- Филиал сбербанка № 1638/0109 — 1 чел.
- Администрация Андреевского сельского поселения − 10 чел.
- Муниципальная пожарная охрана — 4 чел.
- Колхоз «Шумковский» — 16 чел.
- Колхоз «Просвет» − 16 чел.
- Андреевский ФАП — 3 чел.
- Медведевский ФАП — 2 чел.

## Экономика
- ИП «Коурова»- 2 магазина
- ИП «Алексеев С. А.»-1 магазин
- ИП «Козьмаев»- 1 магазин
- ПО «Стрелец»-2 магазина
- ИП «Такавеев»- 1 магазин
- ИП «Гариев Н. Н.»- 1 магазин
- ИП «Шабуров А. П.»- 1 магазин
- ИП «Шабуров О. А.»- 1 магазин
- ИП «Ларигина»- 1 магазин
- ИП «Колобов С. Е.»- 1 магазин